# Paredes (Spagna)
Paredes è un comune spagnolo di 79 abitanti situato nella comunità autonoma di Castiglia-La Mancia.